# 21-ва танкова дивизия (Вермахт)
21-ва танкова дивизия (на немски: 21. Panzer Division) е една от танковите дивизии на Вермахта по време на Втората световна война.

## История
21-ва танкова дивизия е сформирана през февруари 1941 г. от 5-а лека дивизия и 5-и танков полк и други формации от 3-та танкова дивизия. Тя е втората формация част от Немския африкански корпус и участва в цялата кампания в Северна Африка. В средата на 1942 г. понася тежки загуби по време на боя при Алам Халфа, втората битка при Ел Аламейн, а след това прикрива отстъплението на силите на Оста. През май 1943 г. дивизията е унищожена в Тунис. През юли е възстановена отново в Нормандия като са запазени същите номера на формациите. До юни 1944 г. се обучава и извършва окупационни дейности във Франция. След съюзническия десант в Нормандия участва в боевете там. След това се изтегля в Германия за възстановяване и между септември и декември участва в боевете района на река Сар и Елзас. През януари 1945 г. е прехвърлена на Източния фронт, където е унищожена от Червената армия в последните седмици на войната.

## Командири
- Генерал-лейтенант Йохан фон Равенщайн – (1 август 1941 – 29 ноември 1941 г.)
- Оберстлейтенант Густав-Георг Кнабе – (29 ноември 1941 – 30 ноември 1941 г.)
- Генерал-лейтенант Карл Бьотчер – (1 декември 1941 – 18 февруари 1942 г.)
- Генерал-майор Георг фон Бисмарк – (19 февруари 1942 – 31 август 1942 г.)
- Генерал-майор Хайнц фон Рандов – (1 септември 1942 – 21 декември 1942 г.)
- Генерал-майор Ханс-Георг Хилдебрант – (1 януари 1943 – 15 март 1943 г.)
- Генерал-майор Хайнрих-Херман фон Хюлсен – (15 март 1943 – 13 май 1943 г.)
- Генерал-майор Едгар Фойхтингер – (15 юли 1943 – 15 януари 1944 г.)
- Генерал-майор Освин Гролиг – (15 януари 1944 – 8 март 1944 г.)
- Генерал-лейтенант Франц Вестовен – (8 март 1944 – 8 май 1944 г.)
- Генерал-лейтенант Едгар Фойхтингер 	(8 май 1944 – 5 януари 1945 г.)
- Оберст Хелмут Цоленкопф – (25 януари 1945 – 12 февруари 1945 г.)
- Генерал-лейтенант Вернер Маркс – (12 февруари 1945 – 29 април 1945 г.)